# Nagykozár
Nagykozár – wieś i gmina w południowej części Węgier, w pobliżu miasta Pecz (węg. Pécs).

## Podział administracyjny
Miejscowość administracyjnie należy do powiatu Pécs, wchodzącego w skład komitatu Baranya i jest jedną z 39 gmin tego powiatu. W skład gminy Nagykozár wchodzi wieś Nagykozár, stanowiąca główne skupisko osadnicze oraz pewna liczba nienazwanych przysiółków i pojedynczych domów.